# Tokyo Warhearts
Tokyo Warhearts je live nahrávka finské metalové kapely Children Of Bodom. Album bylo nahráno 10. července – 11. července 1999 v Club Citta Tokio, Japonsko.

## Seznam skladeb
1. Intro – 1:25
2. Silent Night, Bodom Night – 3:23
3. Lake Bodom – 4:07
4. Warheart – 4:06
5. Bed of Razors – 4:34
6. War of Razors – 2:10
7. Deadnight Warrior – 3:31
8. Hatebreeder – 4:29
9. Touch Like Angel Of Death – 5:52
10. Downfall – 4:47
11. Towards Dead End – 6:10